# Joachim Hall (Fußballspieler)
Joachim Hall (* 6. Juli 1940 in Berlin; † 28. Februar 1991) war ein deutscher Fußballspieler und -trainer. In der höchsten Spielklasse des DDR-Fußballs, der Oberliga, spielte er für den BFC Dynamo sowie dessen Vorgänger SC Dynamo Berlin.

## Sportliche Laufbahn
Joachim Hall begann erst 1958 bei der SG Union Fürstenwalde, später BSG Empor, organisiert mit dem Fußball. In seiner Oberschulzeit hatte er für die regelmäßige Ausübung dieses Sports keine Zeit. Von 1961 bis 1963 trat er für die SG Dynamo Hohenschönhausen gegen den Ball und wechselte im Anschluss zur Fußballabteilung des SC Dynamo Berlin. Beim 1966 als BFC Dynamo ausgegliederten Fußballclub der Sportvereinigung Dynamo blieb er bis zum Ende des Spieljahres 1971/72 im Kader der 1. Mannschaft. Er debütierte in der Saison 1963/64 in der Oberliga. In dieser Premierenspielzeit erreichte der Stürmer mit zehn Treffern bereits seine beste Saisonausbeute im ostdeutschen Oberhaus in seiner sportlichen Laufbahn.
1967/68 gelangen seiner Mannschaft und ihm der sofortige Wiederaufstieg in die höchste Spielklasse des DDR-Fußballs nach dem verfehlten Klassenerhalt 1967. Im selben Jahr wurde der bisherige Angreifer in Mittelfeld und Abwehr zurückgezogen. In der Oberliga konnte der gelernte Buchhalter, der dann ein Sportstudium absolvierte, in 154 Einsätzen bis zum Karriereende 1972 29 Tore erzielen. Seinen letzten Auftritt im ostdeutschen Oberhaus hatte er am 22. Spieltag 1971/72 beim 5:1-Heimsieg gegen die BSG Wismut Aue, als Hall zehn Minuten vor Schluss eingewechselt wurde.
Mit dem BFC gelangte der 1,75 Meter große Allrounder in seiner letzten Saison auf europäischer Ebene bis in die Vorschlussrunde. In den insgesamt acht Spielen der Ost-Berliner auf dem Weg ins Halbfinale des Europapokals der Pokalsieger wurde Hall 1971/72 viermal eingesetzt. Für den Wettbewerb hatten sich die Hauptstädter als unterlegener Finalist des FGDB-Pokalendspiels 1970/71 trotz ihrer Niederlage gegen den Namensvetter aus Sachsen qualifiziert, da die Dresdner Dynamos als Meister ihr Startrecht im Europapokal der Landesmeister wahrnahmen.

## Trainerlaufbahn

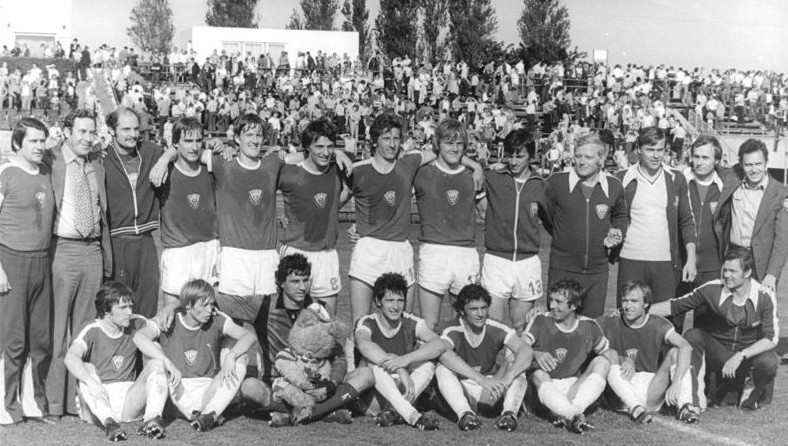
Joachim Hall (ganz links in der oberen Reihe) als Mannschaftsleiter im Kreis des frischgebackenen DDR-Fußballmeisters BFC Dynamo im Juni 1979

Arbeitete Hall Ende der 1970er- beziehungsweise Anfang der 1980er-Jahre noch als Mannschaftsleiter im sogenannten Leitungskollektiv des BFC Dynamo, rückte er nach den ersten beiden DDR-Meisterschaften der Weinroten an die Seite des verantwortlichen Oberligatrainers Jürgen Bogs in den Trainerstab des Spitzenteams auf. Gemeinsam mit seinem Chef, mit dem er 1989 zugunsten des neuen Duos Helmut Jäschke und Helmut Koch diese Trainerposten beim BFC verließ, prägte er als Assistenztrainer eine Ära im DDR-Fußball mit, die von acht weiteren Meistertiteln sowie den beiden Pokalsiegen 1988 und 1989 für die Ost-Berliner gekrönt war. Beobachtete Bogs vor Europapokalspielen den kommenden BFC-Gegner nahm Achim Hall als Hauptverantwortlicher auf der Bank des Serienmeisters Platz.

## Weiterer Werdegang
Hall verstarb, erst 50 Jahre alt, am 28. Februar 1991 gemeinsam mit Bernhard Jonelat, ebenfalls ein ehemaliger Akteur der 1. Mannschaft des BFC und zu diesem Zeitpunkt Zeugwart des damals als FC Berlin antretenden Vereins, bei einem Autounfall.